# Horisme deviaria
Horisme deviaria är en fjärilsart som beskrevs av Louis Beethoven Prout 1941. Horisme deviaria ingår i släktet Horisme och familjen mätare. Inga underarter finns listade i Catalogue of Life.